# Diskursetik
Diskursetik er en særlig talemåde. Den er udviklet af Karl-Otto Apel og Jürgen Habermas. Habermas gør den til en del af sin kommunikationsteori. Diskursetikken blev nøje beskrevet i bogen ”Diskursethik. Notizen zu einem Begruündungsprogramm” som udkom i 1983 – på dansk: ”Diskursetik. Notitser til et begrundelsesprogram”.
Diskursetik er et forsøg på at opstille nogle gyldige normer for en samtale, således at samtalepartnerne skal overholde visse betingelser . Den omhandler dermed en sammensmeltning af en etik- og kommunikationsbaseret kommunikation.